# Brizgaaaaj! (album)
Brizgaaaaj! je prvi studijski album slovenske turbo folk skupine Atomik Harmonik, uradna izdaja je bila leta 2004, ki jo je skupina nadgradila leta 2005.

## Seznam pesmi
Brizgaaaaj! je uradna izdaja albuma, ki je bil izdan 2004 
| Št. | Naslov | Besedilo                                                 | Glasba | Dolžina |
| --- | --- | -------------------------------------------------------- | --- | ------- |
| 1.  | „Brizgalna brizga‟ | Dare Kaurič                                              | Dare Kaurič | 3:59    |
| 2.  | „Hop marinka‟ | Dare Kaurič                                              | Dare Kaurič | 3:25    |
| 3.  | „Od hr'ma do hr'ma‟ | Dare Kaurič                                              | Dare Kaurič | 4:17    |
| 4.  | „Trubopolkamix 4.1 Na roblek 4.2 Hej prijatelj 4.3 Otoček sredi jezera 4.4 Rdeči cvet 4.5 Zizike 4.6 Kdor ne brizga...‟                                     | F. Souvan Lojze Slak F. Souvan M. Stare ljudska J. Hvale | Slavko in Vinko Avsenik Lojze Slak Slavko in Vino Avsenik Sciorilli, Beretta Frajkinclerji, 2.del Lojze Slak D.Zore | 6:40    |
| 5.  | „Ena sama je... Slovenija‟ | Dare Kaurič                                              | Dare Kaurič | 4:07    |
| 6.  | „Na seniku‟ | Dare Kaurič                                              | Dare Kaurič | 4:12    |
| 7.  | „Venček valčkov 7.1 Glas Harmonike 7.2 Biseri sreče 7.3 Tam, kjer murke cveto 7.4 Ne reci nikdar 7.5 Mi ga spet žingamo 7.6 Slovenija, od kot lepote tvoje‟ | Lojze Slak Marko Vozelj F. Souvdan J. Skubic M. Stare    | Lojze Slak Jože Potrebuješ Slavko in Vinko Avsenik J. Skubic Slavko in Vinko Avsenik                                | 8:10    |
| 8.  | „Brizgalna Brizga (DJ Rumek remix)‟ | Dare Kaurič                                              | Dare Kaurič | 3:52    |

Okrepljena izdaja 2005. 
| Št. | Naslov | Besedilo                                                 | Glasba | Dolžina |
| --- | --- | -------------------------------------------------------- | --- | ------- |
| 1.  | „Brizgalna brizga‟ | Dare Kaurič                                              | Dare Kaurič | 3:59    |
| 2.  | „Hop marinka‟ | Dare Kaurič                                              | Dare Kaurič | 3:25    |
| 3.  | „Od hr'ma do hr'ma‟ | Dare Kaurič                                              | Dare Kaurič | 4:17    |
| 4.  | „Trubopolkamix 4.1 Na roblek 4.2 Hej prijatelj 4.3 Otoček sredi jezera 4.4 Rdeči cvet 4.5 Zizike 4.6 Kdor ne brizga...‟                                     | F. Souvan Lojze Slak F. Souvan M. Stare ljudska J. Hvale | Slavko in Vinko Avsenik Lojze Slak Slavko in Vino Avsenik Sciorilli, Beretta Frajkinclerji, 2.del Lojze Slak D.Zore | 6:40    |
| 5.  | „Ena sama je... Slovenija‟ | Dare Kaurič                                              | Dare Kaurič | 4:07    |
| 6.  | „Na seniku‟ | Dare Kaurič                                              | Dare Kaurič | 4:12    |
| 7.  | „Venček valčkov 7.1 Glas Harmonike 7.2 Biseri sreče 7.3 Tam, kjer murke cveto 7.4 Ne reci nikdar 7.5 Mi ga spet žingamo 7.6 Slovenija, od kod lepote tvoje‟ | Lojze Slak Marko Vozelj F. Souvdan J. Skubic M. Stare    | Lojze Slak Jože Potrebuješ Slavko in Vinko Avsenik J. Skubic Slavko in Vinko Avsenik                                | 8:10    |
| 8.  | „Brizgalna Brizga (DJ Rumek remix)‟ | Dare Kaurič                                              | Dare Kaurič | 3:52    |
| 9.  | „Trubo polka (Radio mix)‟ | Dare Kaurič, M. Neumayer, M. Duran                       | Dare Kaurič | 3:26    |
| 10. | „Na seniku (DJ Rumek remix)‟ | Dare Kaurič                                              | Dare Kaurič | 4:07    |
| 11. | „Od hr'ma do hr'ma (Polka remix)‟ | Dare Kaurič                                              | Dare Kaurič | 3:23    |